# Tipula zarcoi
Tipula zarcoi är en tvåvingeart som beskrevs av Mannheims 1967. Tipula zarcoi ingår i släktet Tipula och familjen storharkrankar.
Artens utbredningsområde är Spanien. Inga underarter finns listade i Catalogue of Life.